# Urocitellus columbianus
Urocitellus columbianus es una especie de roedor de la familia Sciuridae.

## Distribución geográfica
Es endémica del oeste de Canadá y el oeste de los Estados Unidos.